# Símun av Skarði
Símun av Skarði (Skarð, 3 de maig de 1872 - Tórshavn, 9 d'octubre de 1942) va ésser un poeta, polític i mestre feroès amb passaport danès.
Una de les seves obres més famoses com a poeta és l'himne de les Illes Fèroe (Mítt alfagra land), anomenat normalment Tú alfagra land mítt, ja que són les seves primeres paraules.

## Biografia
Símun av Skarði va néixer al poble de Skarð, a l'illa feroesa de Kunoy.
El 1893, va ingressar al seminari de Tórshavn, on es va graduar com a professor el 1896. Va assistir a l'institut popular danès d'Askov Højskole de 1896 a 1898, i després a l'Escola Estatal de Mestres de Copenhaguen de 1898 a 1899. El 1899 va fundar el co- Institut popular feroès (Føroya Fólkaháskúli) juntament amb Rasmus Rasmussen (1871–1962). Hi va treballar com a director i professor des de 1899 fins a 1942. La germana de Símun, Anna Suffía Rasmussen (1876–1932), que s'havia casat amb Rasmus Rasmussen, va exercir-hi com a superintendent. Rasmus Rasmussen hi va treballar com a professor fins a 1947.
Va ser membre del parlament pel Sjálvstýrisflokkurin (Partit independentista) del 1906 al 1914.
Va ser el marit de l'educadora Sanna av Skarði (1876–1978), que també va ensenyar a Føroya Fólkaháskúli. Van ser els pares de la periodista Sigrið av Skarði Joensen (1908–1975) i del lingüista Jóhannes av Skarði (1911–1999). El primer ministre danès Lars Løkke Rasmussen és el seu besnét.

## Obra
Les obres completes de Símun av Skarði, en set volums, van ser publicades per la seva néta, Turið Sigurðardóttir.
- Tú alfagra land mítt (1906)
- Jólasálmar og morgun- og kvøldsálmar, Fram, Tórshavn, 1913, 30 pàgines (salms i himnes, en col·laboració amb Jákup Dahl)
- Vár: sjónleikur í fimm pørtum, 2a edició, Ungu Føroyar, Tórshavn, 1960, 67 pàgines
- Streingir, ið tóna; ritstjóri, Turið Sigurðardóttir
  - Streingir, ið tóna: Yrkingar, (poèmes) Fannir, Tórshavn 1998 (ISBN 99918-49-20-3), 176 pàgines
  - Streingir, ið tóna II: Søguligar greinir, skaldskapur og søga, Fannir, Tórshavn 1999, (ISBN 99918-49-25-4), 257 pàgines
  - Streingir, ið tóna III: Skald og skaldskapur, mál og upplýsing, mentan, Fannir, Tórshavn, 2000, (ISBN 99918-49-27-0), 446 pàgines
  - Streingir, ið tóna IV: Søgur og ævintýr, Fannir, Tórshavn, 2001, (ISBN 99918-49-31-9), 274 pàgines
  - Streingir, ið tóna V: Søgur og ævintýr, Fannir, Tórshavn, 2002, (ISBN 99918-49-31-9), 102 pàgines
  - Streingir, ið tóna VI: Vár og Víkingarnir á Hálogalandi, Fannir, Tórshavn, 2003, (ISBN 99918-49-37-8), 161 pàgines
  - Streingir, ið tóna VII: Skaldsøgan Strondin bláa eftir Kristmann Guðmundsson (traductions de l'islandais), Fannir, Tórshavn 2005, (ISBN 99918-49-38-6)